# Маршалок трибунальський
Маршалок трибунальський чи маршалок Головного трибуналу — урядник Речі Посполитої, який обирався депутатами Головного трибуналу для керування судовими слуханнями та провадженнями. Головний Коронний трибунал у Пйотркуві-Трибунальському, Любліні та Луцьку, а також Головний трибунал Великого князівства Литовського обирали, відповідно, свого маршалка. У XVII столітті урядника іноді називали також директором трибуналу.

## Запровадження посади
Посада була заснована разом із заснуванням самих Головних трибуналів — 1578 року для Коронного трибуналу та 1581 року для Литовського трибуналу. 1613 року були створені трибунали скарбові Коронний і Литовський, які також очолювалися обраними маршалками.

## Обрання
Процедура обрання маршалка трибуналу була подібна до обрання маршалка сейму. Його обирали в день урочистого відкриття суду з-поміж всіх депутатів трибуналу. Таким чином, теоретично маршалком міг стати будь-який законно обраний депутат. На практиці маршалком обирали, як правило, депутата з сенаторським саном або особу з магнатської родини, яка, зазвичай, тільки розпочинала службову кар'єру. Коли на депутатських сеймиках обирався більше ніж один сенатор, то бувало, що кожен з них був маршалком Трибуналу, а інавгураційним маршалком був той, хто займав вищу сенаторську посаду. Однак, це не було правилом.
Маршалка обирали лише серед світських депутатів трибуналу, позаяк духовних депутатів очолював обраний ними президент — зазвичай це був найстарший канонік ґнєзненський. Вибори відбувалися шляхом таємного голосування суддів трибуналу. Термін повноважень маршалка — 1 рік, і лише через 4 роки можна було претендувати на переобрання. При повторному складанні Трибуналу депутати обирали маршалка, враховуючи принцип чергування коронних провінцій — Малопольщі та Великопольщі, та воєводств Великого князівства Литовського. Обраний маршалок не завжди міг брати участь у всіх засіданнях депутатів трибуналу. Особливо це стосувалося маршалків-сенаторів, які мали багато інших обов'язків. Іноді були й інші причини, не залежні від самого шляхтича, як-от: хвороба, смерть близького родича або просто не прибуття вчасно через поганий стан доріг. У таких випадках обиралися заступники маршалків або віцемаршалки, які, очевидно, мали ті самі компетенції та обов'язки, що й маршалок, обраний у день інавгурації судів, хоча вони не завжди користувалися таким самим авторитетом, що могло вплинути на роботу трибуналу.

## Обов'язки
Маршалок контролював роботу судової канцелярії та стежив за розпорядком дня. У місті, де відбувалися суди, він мав повноваження старости. Він керував трибунальською гвардією, призначеною для охорони трибуналу, ординансами при ньому були офіцери та підофіцери цієї гвардії. Траплялися випадки, коли порушувався спокій судового засідання, тому за бешкет і неспокій під час проведення засідання навіть була передбачена смертна кара. Вироки за порушення громадського порядку виносилися в прискореному порядку та виконувалися негайно після їх винесення.
Маршалок трибуналу повинен був керувати роботою суду, проте на практиці його обов'язки були дуже невеликими й обмежувалися репрезентацією трибуналу, прийомами суддів та меценатів. Головну увагу маршалки звертали на урочисті в'їзди до міста, де відбувалися засідання трибуналу. Ці в'їзди були часто настільки пишними й урочистими, що нічим не поступалися пишноті королівського двору. Таке розкішне маршалкування коштувало надзвичайно дорого, тому посаду маршалка трибуналу, зазвичай, обіймав магнат. Попри це, за цей уряд велася запекла боротьба, бо передусім йшлося про гонор — пишноту, почесну варту та військовий супровід.
За документами, ні маршалок, ні президент не мали права своїми голосами схилити чашу терезів на користь однієї зі сторін, і при рівності голосів справа мала бути вирішена на наступному засіданні Трибуналу. Проте на практиці часто це не виконувалося, та мали місце випадки дій маршалка в інтересах певних магнатських кіл чи в інтересах певних воєводств, зокрема були випадки й отримання хабарів. Адже через специфіку трибуналу маршалок, президент та інші заступники не мали фіксованого окладу. Правда, були певні збори до суду за всі правопорушення, але це не були суми, які могли б покрити потреби суддів. Інші форми субсидування колегії суддів включали збір частини присуджених сум на потреби трибуналу. Це також сприяло хабарництву. Лише 1768 року була встановлена стала оплата для маршалка та депутатів (відповідно 30 і 5 тисяч злотих). Проте це тільки незначно та не одразу вплинуло на ситуацію.
Знаком влади маршалка була тростина.